# Stabia (pirocorvetta)
La Ferdinando II è stato un avviso a ruote della Real Marina del Regno delle Due Sicilie, successivamente acquisito come pirocorvetta a ruote dalla Regia Marina, e rinominata Stabia.

## Caratteristiche
Prima nave a vapore della Real Marina del Regno delle Due Sicilie, il Ferdinando II, classificato avviso a ruote, era caratterizzato da un altissimo fumaiolo e da tre alberi a vele auriche (armamento velico a goletta a palo). In seguito (probabilmente nel 1855) l'albero di trinchetto venne armato a vele quadre, ottenendo un più funzionale armamento velico a nave goletta.
L'armamento della nave, modesto come quello di tutti i piroscafi-avvisi del periodo, era originariamente composto da quattro cannoni-obici tipo Paixhans in ferro a canna liscia da 30 libbre, collocati in coperta, e da due cannoni a canna liscia in bronzo, da 12 libbre, su affusto da sbarco. Nel 1849 questi ultimi vennero sostituiti da due obici in bronzo ed a canna liscia da 16 libbre, mentre nel 1861 l'armamento dell'unità era ridotto a tre cannoni di tipo non noto.
L'apparato motore originario era composto da una macchina alternativa a bassa pressione della potenza di 180 hp (132 kW) nominali, che, alimentata da due caldaie, azionava due ruote a pale articolate. Nel 1855 il Ferdinando II, benché già anziano, venne sottoposto a lavori di rimodernamento e sostituzione dell'apparato motore: al posto della precedente macchina venne installata una motrice alternativa a bilanciere della potenza di 330 hp (243 kW) nominali, anch'essa alimentata da due caldaie.
Il risultato di tale rimodernamento non dovette essere giudicato molto soddisfacente, in quanto pochi anni dopo, nell'agosto 1859, una commissione istituita per il riordino della Marina borbonica propose la demolizione del vecchio avviso, per poterne reimpiegare la macchina a vapore nelle Officine di Pietrarsa, per produrre forza motrice per i macchinari di tale officina.

## Storia
Costruito tra il 1833 ed il 1834 nei cantieri Union Dock di Londra, il Ferdinando II, classificato inizialmente come avviso, era stato voluto dal nuovo re delle Due Sicilie Ferdinando II, il quale, convinto della necessità del potenziamento della Marina per la sicurezza del regno e dello sviluppo delle navi a vapore, aveva ordinato l'acquisto di tre piroscafi (detti «pacchetti-avvisi») per i collegamenti con la Sicilia (le altre due unità erano il Nettuno, costruito in Inghilterra, ed il San Venefrede, ottenuto dalla ricostruzione di un piroscafo inglese danneggiato da un incendio a Napoli). L'equipaggio che avrebbe dovuto armare la costruenda nave fu trasportato a Londra, nel 1834, del brigantino Zeffiro.
Per diverso tempo il Ferdinando II venne impiegato come piroscafo postale, al pari delle altre due unità: le tre navi, poste alternativamente sotto il controllo della Real Marina del Regno delle Due Sicilie e di una appositamente costituita «Reale Delegazione dei Pacchetti a Vapore», velocizzarono e resero più regolari i collegamenti tra la Sicilia ed il continente. 
Nel 1837 l'avviso ed il brigantino Principe Carlo vennero impiegati nella vigilanza delle coste del canale d'Otranto a protezione dagli attacchi dei pirati barbareschi.  
Nel giugno 1839, soppressa la Reale Delegazione, l'avviso e gli altri due piroscafi vennero definitivamente incorporati nella Real Marina, continuando comunque ad effettuare, per conto di essa, il servizio di collegamento con la Sicilia.
Nel giugno 1840 il Ferdinando II fu assegnato alla Squadra di Evoluzione del capitano di vascello Raffaele De Cosa, della quale fece parte sino all'ottobre dello stesso anno. Nel corso degli anni seguenti l'avviso proseguì con attività ordinaria, trasportando a volte il re stesso o suoi parenti, o venendo impiegato per compiti di scorta o di trasporto truppe.
Il 28 settembre 1841 la nave trasportò a Messina i reali di Napoli, il Duca di Trani ed i generali Saluzzo, Scalora e De Gaetani. Il 28 gennaio 1846 il piroscafo portò da Palermo a Napoli il Principe Carlo Federico di Württemberg.
In seguito ai moti insurrezionali in Sicilia del 14 gennaio 1848, il Ferdinando II venne assegnato alla divisione del conte d’Aquila e partecipò alla repressione, scortando i trasporti con a bordo le truppe del Corpo di Spedizione del maresciallo De Sauget. Nel giugno 1848 l'avviso, unitamente ad altre navi, trasportò anche le truppe inviate a reprimere i moti scoppiati in Calabria.
Nel 1855 la nave fu sottoposta, nei cantieri di Castellammare di Stabia, a grandi lavori di rimodernamento, con la sostituzione dell'apparato motore e probabilmente anche la modifica dell'armamento velico da goletta a palo a nave goletta.
Il 7 settembre 1860 il Ferdinando II era «allo sverno» nella darsena di Napoli, con equipaggio a ranghi ridotti, pertanto non ebbe modo di eseguire l'ordine di seguire Francesco II a Gaeta. Formalmente aggregato alla squadra sabauda del viceammiraglio Carlo Pellion di Persano ed immediatamente ribattezzato Stabia, l'avviso di fatto continuò a restare inattivo nella darsena, nonostante la formale incorporazione nella Marina del Regno di Sardegna (17 novembre 1860).
Iscritta nel Quadro del Naviglio della neonata nella Regia Marina italiana il 17 marzo 1861, la Stabia venne riclassificata corvetta a ruote di II rango. La nave non divenne tuttavia mai operativa sotto bandiera italiana: essendo ormai vetusta, logorata dal lungo servizio ed in cattive condizioni, la pirocorvetta rimase in stato di abbandono nella darsena di Napoli. Non se ne conosce la data di radiazione, ma il 14 giugno 1863 la Stabia non compariva già più nelle tabelle di classificazione del naviglio. L'anziana unità venne successivamente smantellata.